# Club Atlético San Miguel
Il Club Atlético San Miguel è una società calcistica argentina con sede nella città di San Miguel, nell'area metropolitana della Grande Buenos Aires. Milita nella Primera B Metropolitana, la terza serie del calcio argentino.

## Storia
Il club nacque il 7 agosto 1922 come Club Independiente San Miguel, ed i colori scelti furono il bianco e il verde.
Nel 1930 il club si fuse al Club Germinal di Villa Lynch, ma l'unione si sciolse un anno dopo e il club cambiò il suo nome in Club Atlético San Miguel. Cinque anni dopo il club acquisì il terreno in cui si trova attualmente la sua sede.
Nel 1977 il club acquistò una terra nel distretto di Los Polvorines della Grande Buenos Aires, dove costruì un campo multi-sportivo (che venne inaugurato il 3 settembre 1978 con una partita amichevole contro lo Sp. Italiano). Nello stesso anno il club si affiliò all'AFA, ed esordì nel torneo Primera D.
Il club vinse il suo primo titolo nel 1979, venendo promosso in Primera C. Dopo aver trascorso alcune stagioni in Primera C il club vinse il campionato nel 1984, guadagnandosi la promozione in Primera B. I giornalisti Juan Carlutti e Gastón Asiari soprannominarono quella squadra El Trueno Verde (Il tuono verde) durante il primo anno nella seconda divisione a causa della grande campagna acquisti fatta dalla squadra. L'allenatore era Rubén Glaria.

## Palmarès
- Primera B:

1996-1997
- Primera C:

1984, 2016-2017
- Primera D:

1979, 2014